# سیارک ۱۳۶۶۷
سیارک ۱۳۶۶۷ (به انگلیسی: 13667 Samthurman، نامگذاری:1997GT37) سیزده هزار و ششصد و شصت و هفتمین سیارک کشف شده‌است که در ۵ آوریل ۱۹۹۷ کشف شد.
قدر مطلق سیارک برابر ۱۷.۰ است.